# اثر کاسیمیر
در نظریه میدان‌های کوانتومی، اثر کاسیمیر(اثر کازمیر ) (به انگلیسی: Casimir effect) یا نیروی کاسیمیر-پولدر نیروهای فیزیکی برآمده از یک میدان کوانتیزه شده هستند. نام آن برگرفته از نام فیزیکدان هلندی، هندریک کاسیمیر می‌باشد.این اثر توسط انرژی نقطه صفر توجیه می‌شود.
مثال متداول در این زمینه دو صفحه رسانای موازی بدون بار در خلا است که در فاصله چند نانومتری از هم واقع شده‌اند.
در فیزیک کلاسیک ِنبود میدان خارجی به معنای نبودن میدان میان رساناها و از این رو نبود هرگونه کشش و نیرو بین آن‌ها می‌باشد.اما وجود میدان با استفاده از الکترودینامیک کوانتومی و خلا کیوای‌دی ( خلا کوانتوم الکترودینامیکی ) مطالعه می‌شود.دیده می‌شود که صفحات فوتون‌های مجازی که بین آن‌ها است را تحت تاثیر قرار داده و میدان ایجاد می‌کنند، و این میدان یک نیروی خالص ایجاد می‌کند که بسته به چینش صفحات آن‌ها را جذب یا دفع می‌کند.
اگر از منظر ذرات مجازی به اثر کاسیمیر نگاه کنیم درک این اثر راحت‌تر است. به این ترتیب که فوتونهای مجازی‌ای که مرتباً در فضای خلا بین صفحات و خارج از آن‌ها در حال خلقت و نابودی هستند را در نظر بگیرید.زمانی که فاصله بین صفحات زیاد باشد تعداد فوتون‌های مجازی که با هر دو طرف این صفحات برخورد می‌کند به طور میانگین برابر است از طرفی چون فوتون‌ها دارای تکانه هستند به این ترتیب نیروی خالص وارد شده بر دو طرف صفحه یکسان خواهد بود اما اگر دو صفحه را بسیار به هم نزدیک کنیم آن‌ها انواع فوتون‌های مجازی که می‌توانند در فضای بین آن‌ها ایجاد شوند را محدود خواهند کرد، به عبارت دیگر تعداد فوتون مجازی کمتری در فضای بین دو صفحه می‌توانند خلق و نابود شوند که در نتیجه آن تعداد فوتون کمتری از داخل با صفحات برخورد می‌کنند که حاصل آن یک نیروی جذب کننده دو صفحه است.مقدار این نیرو امروزه اندازه گیری شده‌است.
به این تئوری دیگر پرداخته نشد تا اینکه در سال 1997 که آزمایش مستقیمی توسط لامورکس این نیرو را حداقل به میزان 5٪ از ارزش پیش‌بینی شده توسط تئوری‌اش اندازه گیری کرد.
اثر کازیمیر را می‌توان بااین ایده فهمید که حضور فلزات رسانا و دی‌الکتریک می‌تواند مقدار انتظاری خلاء انرژی میدان الکترومغناطیسی اندازه گیری شده دوم را تغییر دهد.از آنجا که مقدار این انرژی به شکل و موقعیت هادی‌ها و دی‌الکتریک بستگی دارد،اثر کازیمیر خود را به عنوان نیرویی بین چنین اشیاء نشان می‌دهد.
هرگونه نوسانات پشتیبانی کننده متوسط،دارای یک اثر مشابه از اثر کازیمیر است. به عنوان مثال،مهره‌های روی یک رشته و همچنین صفحات فرو رفته در آب آشفته یا گاز،نیروی کازیمیر را نشان می‌دهد.
در فیزیک نظری مدرن،اثر کازیمیر نقش مهمی در مدل کیسه کایرال هسته دارد. در فیزیک کاربردی از برخی جنبه‌های میکروتکنولوژی و فناوری‌های نوظهور قابل توجه است.

## مشخصات فیزیکی
نمونه بارز این دو صفحه رسانای غیر قابل شارژ در خلاء است، که به فاصله چندنانومتر از هم قرار داده شده‌است.در یک توصیف کلاسیک،فقدان یک میدان خارجی به معنای عدم وجود میدان بین صفحات است و هیچ نیرویی بین آن‌ها اندازه گیری نمی‌شود.در عوض،وقتی این قسمت با استفاده از خلاء الکترودینامیکی کوانتومی مورد مطالعه قرار می‌گیرد،مشاهده می‌شود که صفحات روی فوتون‌های مجازی که این میدان را تشکیل می‌دهند تأثیر می‌گذارد،و یک نیروی خالص ایجاد می‌کند یا یک جاذبه یا دافعه بسته به ترتیب خاص از دو صفحه ایجاد می‌شود.
اگرچه می‌توان اثر کازیمیر را از نظر ذرات مجازی در تعامل با اشیاء بیان کرد،اما به بهترین وجه توصیف و آسان‌تر از نظر انرژی نقطه صفر یک میدان کمّی در فضای مداخل بین اشیاء محاسبه می‌شود.این نیروی اندازه گیری شده نمونه بارز تأثیرگذاری است که بطور رسمی توسط کمیت دوم ضبط می‌شود.
برخورداری از شرایط مرزی در این محاسبات موجب بحث و جدال شده‌است.در واقع،هدف اصلی کاسیمیر محاسبه نیروی واندروالس بین مولکول‌های قابل جابه‌جایی صفحات رسانا بود. از این جهت این را می‌توان بدون هیچ اشاره‌ای به انرژی نقطه صفر (انرژی خلاء) میدان‌های کوانتومی تفسیر کرد.
از آنجا که قدرت نیرو با زیاد شدن فاصله از بین می‌رود،فقط در صورتی اندازه گیری می‌شود که فاصله بین دو شی بسیار کم باشد. در مقیاس زیر میکرون،این نیرو چنان قوی می‌شود که تبدیل به نیروی غالب بین هادی‌های شارژ نشده می‌شود.در واقع،در تقسیم 10 نانومتر - تقریباً 100 برابر اندازه معمولی اتم - اثر کازیمیر معادل تقریباً 1 اتمسفر فشار ایجاد می‌کند (مقدار دقیق بسته به هندسه سطح و سایر عوامل دارد)

## تاریخچه
فیزیکدانان هلندی،هندریک کاسیمیر و دیرک پولدر در آزمایشگاه‌های تحقیقاتی فیلیپس،وجود نیرویی بین دو اتم قابل جابجایی و بین مثلاً اتم و صفحه رسانا را در سال 1947 پیشنهاد کردند. این فرم ویژه نیروی کازیمیر - پولدر نامیده می‌شود.پس از گفتگو با نیلز بور،که اظهار داشت ارتباطی با انرژی نقطه صفر وجود دارد،کازیمر به تنهایی نظریه‌ای را پیش‌بینی کرد که نیروی بین صفحات رسانای خنثی را در سال 1948 پیش‌بینی می‌کند که به اثر باریک کازیمیر نام گذاری شد.
پیش‌بینی نیرو بعداً به فلزات با هدایت محدود و دی‌الکتریک منتقل شد و در محاسبات اخیر هندسه‌های کلی‌تری در نظر گرفته شده‌است.آزمایشات قبل از سال 1997 این نیرو را از نظر کیفی مشاهده کرده بود و اعتبار غیر مستقیم انرژی پیش‌بینی شده کازیمیر با اندازه گیری ضخامت فیلم‌های هلیوم مایع انجام شده بود.اما در سال 1997 بود که که یک آزمایش مستقیم توسط لامورکس توانست به صورت کمی نیرو را در 5٪ از مقدار پیش‌بینی شده توسط تئوری اندازه گیری کند.آزمایش‌های بعدی دقت بیشتری را نشان می‌دهد.

## علل احتمالی

### انرژی خلاء
دلایل اثر کازیمیر توسط تئوری میدان کوانتومی شرح داده شده‌است ، که می‌گوید همه زمینه‌های مختلف بنیادی مانند میدان الکترومغناطیسی باید در هر نقطه از فضا اندازه گیری شود.در یک دیدگاه ساده،یک "زمینه" در فیزیک ممکن است پیش‌بینی شود که گویی فضا از توپ و چشمه ارتعاش به هم پیوسته پر شده‌است،و می‌توان قدرت میدان را به عنوان جابه‌جایی یک توپ از موقعیت استراحت آن تجسم کرد.ارتعاشات در این زمینه توسط معادله موج مناسب برای قسمت خاص مورد نظر اداره می‌شود.کمی‌سازی دوم نظریه میدان کوانتومی مستلزم آن است که هر ترکیبی از چشمه اندازه گیری شود یعنی قدرت میدان در هر نقطه از فضا اندازه گیری شود.در ابتدایی‌ترین سطح،میدان در هر نقطه از فضا نوسانگر هارمونیکی ساده‌است و کمیت آن در هر نقطه به عنوان یک نوسانگر هارمونیک کوانتومی قرار گرفته‌است.تحریکات رشته مربوط به ذرات ابتدایی فیزیک ذرات است.با این حال،حتی خلاء از ساختار بسیار پیچیده‌ای برخوردار است،بنابراین باید تمام محاسبات تئوری میدان کوانتومی در رابطه با این مدل از خلاء انجام شود.
خلاء به طور ضمنی تمام خصوصیاتی را دارد که یک ذره می‌تواند داشته باشد: چرخش (اسپین) یا قطبش در مورد نور، نرژی و غیره. به طور متوسط،بیشتر این خصوصیات از بین می‌روند: خلاء،به هر حال "خالی" از این معنا است با این حال یک استثناء مهم انرژی خلاء یا مقدار انتظار خلاء انرژی است.کمیت یک نوسان‌ساز هارمونیک ساده بیان می‌کند که کمترین انرژی ممکن یا انرژی با نقطه صفر که چنین نوسان‌ساز ممکن است داشته باشد به شکل زیر است:
{\displaystyle {E}={\begin{matrix}{\frac {1}{2}}\end{matrix}}\hbar \omega \ .}
جمع کردن همه نوسان‌سازهای ممکن در تمام نقاط فضا مقدار نامحدودی می‌دهد.از آنجا که تنها تفاوت‌های انرژی از نظر جسمی قابل اندازه گیری است (به استثنای قابل توجه گرانش،که از محدوده نظریه میدان کوانتومی دور باقی مانده است)،این" بی نهایت "ممکن است به جای ویژگی فیزیکی به عنوان ویژگی ریاضیاتی در نظر گرفته شود.این استدلال زیربنای تئوری نوسازی است.پرداختن به مقادیر نامحدود از این طریق،باعث ایجاد نگرانی گسترده در بین نظریه‌پردازان میدان کوانتومی قبل از توسعه این تئوری در دهه 1970 شد که بنابراین یک ریاضیدان برای بهتر شدن مقیاس پایه‌ای طبیعی برای این فرایند فراهم ایجاد کرد.
هنگامی که دامنه فیزیک گسترش یافته و شامل گرانش شد،تفسیر این مقدار کاملاً نامتناهی همچنان مشکل‌ساز است.در حال حاضر هیچ توضیحی قانع کننده در مورد اینکه چرا نباید به یک ثابت کیهانی منجر شود که دارای تعداد زیادی از مقادیر بزرگتر از آنچه مشاهده شده‌است باشد.
با این حال،از آنجا که ما هنوز نظریه کوانتومی کاملاً منسجم از گرانش را در اختیار نداریم،به همین دلیل هیچ دلیل قانع کننده‌ای وجود ندارد که چرا باید در عوض منجر به نتیجه گرفتن ارزش ثابت کیهانی شود که مشاهده می‌کنیم،شود.
اثر کازیمیر برای فرمیون‌ها را می‌توان به عنوان عدم تقارن طیفی اپراتور فرمیون دانست{\displaystyle (-1)^{F}}جایی که به عنوان شاخص Witten شناخته می‌شود.

### نیروی واندروالس نسبیت گرایانه
از طرف دیگر،یک مقاله در سال 2005 توسط رابرت جافه از MIT اظهار داشت: اثرات کازیمیر را می‌توان تدوین و فرمول‌نگاری کرد و نیروهای کازیمیر را می‌توان بدون مراجعه به انرژی‌های صفر محاسبه کرد.نیروی کازیمر بین صفحات موازی به عنوان آلفا( ثابت ساختار خوب) ناپدید می‌شود و به نتیجه استاندارد که به نظر می‌رسد مستقل از آلفا است،با آلفا نزدیک به حد بینهایت مطابقت دارد،"و اینکه" نیروی کازیمیر با واندروالس بین صفحات فلزی نیرو رابطه واکنش‌گرایانه دارد.
کاسیمیر و پولدر از این روش برای استخراج نیروی کازیمیر-پولدر استفاده کردند.در سال 1978،شووینر،درد و میلتون نتیجه‌ی مشابهی برای اثر کازیمیر بین دو صفحه موازی منتشر کردند.در حقیقت،توصیف از نظر نیروهای واندروالس تنها توصیف صحیح از منظر میکروسکوپی اساسی است،در حالی که توصیف‌های دیگر از نیروی کازیمیر صرفاً توصیفات ماکروسکوپی مؤثر است.

## اثرها
مشاهده‌های کازیمر این بود که میدان الکترومغناطیسی کوانتومی دوم،در صورت وجود اجسامی مانند فلز ها یا دی‌الکتریک،باید از همان مرزهای مرسوم پیروی کند که میدان الکترومغناطیسی کلاسیک باید از آن پیروی می‌کرد.به طور خاص،این در محاسبه انرژی خلاء در حضور یک هادی یا دی‌الکتریک تأثیر می‌گذارد.
به عنوان مثال،محاسبه مقدار انتظار خلاء میدان الکترومغناطیسی درون یک حفره فلزی،مانند مثلاً حفره راداری یا یک موجبر مایکروویو را در نظر بگیرید.در این حالت،روش صحیح برای یافتن انرژی نقطه صفر این میدان،جمع‌آوری انرژی امواج ایستاده حفره است.به هر موج ایستاده انرژی متناظر نسبت داده شده‌است.می‌گویند انرژی nامین موج ایستاده به صورت {\displaystyle E_{n}}است
بنابراین مقدار انتظار خلاء از انرژی میدان الکترومغناطیسی در حفره
{\displaystyle \langle E\rangle ={\frac {1}{2}}\sum _{n}E_{n}}
است.
با مجموع تمام مقادیر ممکن از n برای شمارش امواج ایستاده.
عامل 1/2 وجود دارد زیرا انرژی نقطه صفر حالت nام {\displaystyle E_{n}/2} است جایی که{\displaystyle E_{n}} افزایش انرژی برای حالت nام است.(این همان 1/2 است که در معادله {\displaystyle E=\hbar \omega /2} ظاهر شد.)به این روش نوشته شده است،این جمع کاملاً واضح است. با این حال،می توان برای ایجاد عبارات محدود از آن استفاده کرد.
به طور خاص،ممکن است سؤال شود که چگونه انرژی نقطه صفر به شکل s حفره بستگی دارد.هر سطح انرژی {\displaystyle E_{n}} به شکل بستگی دارد و بنابراین باید {\displaystyle E_{n}(s)} برای سطح انرژی و {\displaystyle \langle E(s)\rangle }مقدار انتظار از خلاء باشد.در این مرحله یک مشاهده مهم وجود دارد:نیرو در نقطه p بر روی دیواره حفره برابر است با تغییر در انرژی خلا اگر شکل S دیواره کمی آشفته شد که با {\displaystyle \delta s}در نقطه p نشان داده می‌شود بنابراین
{\displaystyle F(p)=-\left.{\frac {\delta \langle E(s)\rangle }{\delta s}}\right\vert _{p}.\,}
که این مقدار در بسیاری از محاسبات عملی محدود است.
با تمرکز روی وضعیت یک بعدی،می‌توان جاذبه بین صفحات را به راحتی درک کرد.فرض کنید که صفحه هدایتی متحرک در فاصله کوتاهی از یکی از دو صفحه بطور گسترده از هم جدا شده باشد (فاصله L از هم قرار دارند).با وجود a <<Lحالت‌هایی در شکاف عرض a بسیار محدود می‌شوند تا انرژی E از هر حالت به طور گسترده‌ای از حالت بعدی جدا شود.این مورد در منطقه بزرگ L اتفاق نمی‌افتد،جایی که تعداد زیادی (تعداد در حدود L / a)حالت‌هایی با انرژی مساوی بین E و حالت بعدی در شکاف باریک فاصله دارد.اکنون با کوتاه کردن a توسط da (<0) حالت در شکاف باریک در طول موج کاهش می‌یابد و بنابراین در انرژی متناسب با −da/aافزایش می‌یابد،در حالی که تمام حالت‌های L / a که در منطقه طولی بزرگ قرار دارند،انرژیشان را توسط مقداری متناسب با da / L کاهش می‌دهند.این دو اثر تقریباً لغو می‌شوند،اما تغییر خالص اندکی منفی است،زیرا انرژی تمام حالت های L / a در منطقه بزرگ کمی بزرگتر از حالت واحد در شکاف است.بنابراین نیرو جذاب است،تمایل دارد کمی کوچکتر شود.(صفحه هایی که یکدیگر را در شکاف نازک جذب می‌کنند)

## اشتقاق اثر کازیمیر با فرض تنظیم تابع زتا
در محاسبه اصلی کازیمیر،فاصله بین یک جفت صفحات فلزی با فاصله الفا در نظر گرفته شده‌است.در این حالت،محاسبه امواج ایستاده بسیار آسان است،زیرا اجزای عرضی میدان الکتریکی و مؤلفه طبیعی میدان مغناطیسی باید در سطح یک هادی از بین بروند.با فرض اینکه صفحات به موازات صفحه xy قرار دارند،امواج ایستاده به صورت زیر هستند:
{\displaystyle \psi _{n}(x,y,z;t)=e^{-i\omega _{n}t}e^{ik_{x}x+ik_{y}y}\sin(k_{n}z)}
جایی که {\displaystyle \psi } مخفف عنصر الکتریکی میدان الکترومغناطیسی است و برای کوتاه بودن،قطبش و اجزای مغناطیسی در اینجا نادیده گرفته می‌شود.در اینجا، {\displaystyle k_{x}} and {\displaystyle k_{y}} عدد موج در جهت های موازی با صفحه ها هستند و عبارت ریاضی
{\displaystyle k_{n}={\frac {n\pi }{a}}}
عدد موج عمود بر صفحات است.در اینجا، n یک عدد صحیح است،که ناشی از شرطی است که ψ بر روی صفحات فلزی ناپدید شود.فرکانس این موج به صورت زیر است:
{\displaystyle \omega _{n}=c{\sqrt {{k_{x}}^{2}+{k_{y}}^{2}+{\frac {n^{2}\pi ^{2}}{a^{2}}}}}}
جایی که c سرعت نور است.در نتیجه انرژی خلاء در کل،تمام حالت‌های تحریک ممکن است.از آنجا که مساحت صفحات بزرگ است،ممکن است با ادغام بیش از دو بعد در فضای k خلاصه شویم. فرض شرایط مرزی دوره ای به صورت زیر است :
{\displaystyle \langle E\rangle ={\frac {\hbar }{2}}\cdot 2\int {\frac {Adk_{x}dk_{y}}{(2\pi )^{2}}}\sum _{n=1}^{\infty }\omega _{n}}
جایی که A مساحت صفحات فلزی است و یک عامل 2 برای دو قطبش احتمالی موج معرفی می‌شود.این عبارت کاملاً نامتناهی است و برای ادامه محاسبه برای معرفی یک تنظیم کننده راحت است (در مورد جزئیات بیشتر در زیر بحث شده‌است).تنظیم کننده در خدمت تنظیم دقیق بیان است و در آخر حذف می‌شود.نسخه تنظیم شده زتا از انرژی در واحد سطح بشقاب به صورت زیر است:
{\displaystyle {\frac {\langle E(s)\rangle }{A}}=\hbar \int {\frac {dk_{x}dk_{y}}{(2\pi )^{2}}}\sum _{n=1}^{\infty }\omega _{n}\vert \omega _{n}\vert ^{-s}.}
در پایان،حد مجاز {\displaystyle s\to 0} است.در اینجا فقط یک عدد پیچیده وجود دارد که نباید با شکلی که قبلاً مورد بحث قرار گرفته اشتباه گرفته شود.این انتگرال / جمع برای s واقعی و بزرگتر از 3 محدود است.جمع دارای قطب در s = 0 است،اما ممکن است به صورت تحلیلی به s = 0 ادامه یابد،در جایی که بیان متناهی باشد.عبارت فوق به این شرح ساده می‌شود:
{\displaystyle {\frac {\langle E(s)\rangle }{A}}={\frac {\hbar c^{1-s}}{4\pi ^{2}}}\sum _{n}\int _{0}^{\infty }2\pi qdq\left\vert q^{2}+{\frac {\pi ^{2}n^{2}}{a^{2}}}\right\vert ^{(1-s)/2},}
که در آن مختصات قطبی {\displaystyle q^{2}=k_{x}^{2}+k_{y}^{2}} برای تبدیل انتگرال دوگانه به یک انتگرال واحد معرفی شده‌است.
{\displaystyle q} در جلو جاکوبیتن می باشد و math>2\pi</math> از یکپارچه‌سازی زاویه‌ای ناشی می‌شود.اگر انتگرال در صورت Re[s]> 3 همگرا شود،در نتیجه
{\displaystyle {\frac {\langle E(s)\rangle }{A}}=-{\frac {\hbar c^{1-s}\pi ^{2-s}}{2a^{3-s}}}{\frac {1}{3-s}}\sum _{n}\vert n\vert ^{3-s}=-{\frac {\hbar c^{1-s}\pi ^{2-s}}{2a^{3-s}(3-s)}}\sum _{n}{\frac {1}{\left|n\right|^{s-3}}}.}
مقدار جمع شده اس در همسایگی صفر است،اما اگر از بین بردن تحریکات با فرکانس بزرگ که مربوط به ادامه تحلیلی عملکرد Zemma Riemann به s = 0 است،فرض می‌شود که به طریقی از نظر جسمی معنا پیدا کند،پس به صورت
{\displaystyle {\frac {\langle E\rangle }{A}}=\lim _{s\to 0}{\frac {\langle E(s)\rangle }{A}}=-{\frac {\hbar c\pi ^{2}}{6a^{3}}}\zeta (-3).}
اما
{\displaystyle \zeta (-3)={\frac {1}{120}}}
شامل می‌شود :
{\displaystyle {\frac {\langle E\rangle }{A}}={\frac {-\hbar c\pi ^{2}}{720a^{3}}}.}
به نوعی دقیقاً انرژی صفر (که در بالا گنجانده نشده‌است) خارج از شکاف بین صفحات است،اما در حرکت صفحات در یک سیستم بسته تغییر می‌کند.نیروی کازیمیر در واحد سطح {\displaystyle F_{c}/A} برای صفحات ایده‌آل و کاملاً رسانا با خلاء بین آن‌ها به صورت زیر است:
{\displaystyle {F_{c} \over A}=-{\frac {d}{da}}{\frac {\langle E\rangle }{A}}=-{\frac {\hbar c\pi ^{2}}{240a^{4}}}}
جایی که:
- {\displaystyle \hbar } (hbar, ħ) ثابت پلانک است.
- {\displaystyle c} سرعت نور می‌باشد.
- {\displaystyle a} فاصله بین صفحات است.

نیرو منفی است و این نشانگر جذابیت نیرو است با نزدیکتر شدن دو صفحه به یکدیگر،انرژی کم می‌شود.وجود {\displaystyle \hbar } نشان می‌دهد که نیروی کازیمیر در واحد سطح {\displaystyle F_{c}/A} می‌باشد که بسیار ناچیز است و علاوه بر این،این نیرو ذاتاً از منشأ کوانتومی-مکانیکی است.
با ادغام معادله فوق می‌توان انرژی لازم برای جداسازی تا بینهایت دو صفحه را محاسبه کرد:
{\displaystyle U_{E}(a)=\int F(a)\,da=\int -\hbar c\pi ^{2}{\frac {A}{240a^{4}}}\,da}
{\displaystyle U_{E}(a)=-\hbar c\pi ^{2}{\frac {A}{720a^{3}}}}
جایی که
- {\displaystyle \hbar } (hbar, ħ) ثابت پلانک است.
- {\displaystyle c} سرعت نور است.
- {\displaystyle A} مساحت یکی از صفحات است.
- {\displaystyle a} فاصله بین دو صفحه است.

توجه: در مشتق اصلی کازیمیر یک صفحه رسانا قابل جابه‌جایی با فاصله کوتاه از یکی از دو صفحه گسترده به صورت جدا از هم قرار گرفته است (فاصله L از هم فاصله دارد). انرژی 0 نقطه در هر دو طرف صفحه در نظر گرفته شده‌است.به جای فرض ادامه تحلیلی ad hoc میزان غیر همگرا و انتگرال‌ها با استفاده از جمع‌بندی اویلر-ماکلاورین با یک عملکرد منظم محاسبه می‌شوند (به عنوان مثال،تنظیم نمایی) نه چندان غیر عادی به عنوان {\displaystyle \vert \omega _{n}\vert ^{-s}} می‌باشد.

### نظریه اخیر
تجزیه و تحلیل کازیمیر از صفحات فلزی ایده‌آل به دی‌الکتریک و صفحات فلزی واقعی دلخواه توسط لیفشیتز و دانش‌آموزان او تعمیم داده شد.با استفاده از این روش،عوارض سطوح محدود کننده،از جمله تغییر در نیروی کازیمیر به دلیل هدایت محدود،با استفاده از توابع دی لکتریک پیچیده جدول‌بندی شده از مواد محدود کننده،می‌توانند عددی محاسبه شوند. نظریه لیفشیتز برای دو صفحه فلزی به قانون نیروی ایده‌آل 1/a4 کازیمیر برای جداسازی‌های بزرگ بسیار بزرگتر از عمق پوست فلز می‌کاهد و برعکس به قانون نیروی 1/a3 نیروی پراکندگی لندن (با ضریب بنام a همکر ثابت) برای a کوچک،که وابستگی پیچیده‌تری به جداکننده‌های متوسط دارد که با پراکندگی مواد تعیین می‌شود.
نتیجه لیفشیتز متعاقباً به هندسه‌های مسطح چند لایه دلخواه و همچنین به مواد ناهمسان‌گرد و مغناطیسی تعمیم داده شد،اما برای چندین دهه محاسبه نیروهای کازیمیر برای هندسه‌های غیر مسطح محدود به چند مورد ایده‌آل پذیرش راه حل‌های تحلیلی شد.به عنوان مثال،نیرو در هندسه کره-صفحه آزمایشی با یک تقریب محاسبه شد.که شعاع کره R بسیار بزرگتر از جداسازی a است،در این حالت سطوح مجاور تقریباً موازی هستند و نتیجه صفحه موازی را می‌توان برای دستیابی به نیروی تقریبی R/a3 (غفلت از اثرات انحنای عمق پوست و مرتبه بالاتر) سازگار کرد.با این وجود در دهه 2000،تعدادی از نویسندگان تکنیک‌های عددی متنوعی را ایجاد کردند که در بسیاری از موارد اقتباس از الکترومغناطیس محاسباتی کلاسیک بود،که قادر به محاسبه دقیق نیروهای کازیمیر برای هندسه‌ها و مواد دلخواه می‌باشد،از اثرات ساده متناهی صفحات محدود به پدیده‌های پیچیده‌تری که برای سطوح الگو یا اشیاء با اشکال مختلف ایجاد می‌شود.

## اندازه گیری
یکی از اولین آزمایش‌ها توسط مارکوس اسپارنائی در فیلیپس در سال 1958 در آیندهوون (هلند) انجام شد که در یک آزمایش ظریف و دشوار با صفحات موازی،برای به دست آوردن نتایج مغایر با تئوری کازیمیر،اما با خطاهای آزمایشی بزرگ انجام شد.برخی از جزئیات تجربی این آزمایش و همچنین برخی از اطلاعات پیشین در مورد چگونگی ورود کازیمیر،پولدر در مصاحبه 2007 با مارکوس اسپارنائی برجسته شده‌است.
تأثیر کازیمیر در سال 1997 با دقت بیشتری توسط استیو لامورائوکس از آزمایشگاه ملی لوس آلاموس،و توسط عمر محیدین و انوشری روی از دانشگاه کالیفرنیا،ریورساید اندازه گیری شد.در عمل،بجای استفاده از دو صفحه موازی،برای اطمینان از موازی بودن این‌ها،نیاز به همسویی دقیق است،آزمایش‌ها از یک صفحه صاف و یک صفحه دیگر استفاده می‌کنند که بخشی از کره با شعاع بزرگ است.
در سال 2001،گروهی (Giacomo Bressi ، Gianni Carugno ، Roberto Onofrio and Giuseppe Ruoso) در دانشگاه Padua (ایتالیا) سرانجام موفق به اندازه گیری نیروی کازیمیر بین صفحات موازی با استفاده از میکروکنترلرها شدند.

## پروسه نظم‌دهی
برای اینکه بتوانید محاسبات را در حالت کلی انجام دهید،می‌توانید یک تنظیم‌کننده را در جمع‌بندی‌ها معرفی کنید.این وسیله مصنوعی است که برای نهایی کردن جمع‌ها به کار می‌رود،تا بتواند راحت‌تر دستکاری شود و به دنبال آن محدودیتی برای حذف تنظیم‌کننده انجام می‌شود.
جمع کلی هسته گرما یا مقدار تنظیم شده از نظر نمایی به صورت زیر است:
{\displaystyle \langle E(t)\rangle ={\frac {1}{2}}\sum _{n}\hbar |\omega _{n}|\exp(-t|\omega _{n}|)}
جایی که حد {\displaystyle t\to 0^{+}} در نهایت گرفته می‌شود.بنابراین واگرایی جمع به طور معمول برای حفره‌های سه بعدی به صورت زیر آشکار می‌شود:
{\displaystyle \langle E(t)\rangle ={\frac {C}{t^{3}}}+{\textrm {finite}}\,}
قسمت نامحدود این مقدار با ثابت C همراه است که به شکل حفره بستگی ندارد.بخش جالب این جمع،بخش محدود است که به شکل وابسته است.تنظیم‌کننده گاوسی به صورت زیر است:
{\displaystyle \langle E(t)\rangle ={\frac {1}{2}}\sum _{n}\hbar |\omega _{n}|\exp(-t^{2}|\omega _{n}|^{2})}
به دلیل خاصیت همگرایی برتر در محاسبات عددی مناسب‌تر است،اما استفاده در محاسبات نظری دشوارتر است.تنظیم‌کننده‌های دیگر نظیر مناسب هموار ممکن است استفاده شوند.
تنظیم‌کننده عملکرد zeta به صورت زیر است:
{\displaystyle \langle E(s)\rangle ={\frac {1}{2}}\sum _{n}\hbar |\omega _{n}||\omega _{n}|^{-s}}
برای محاسبات عددی کاملاً نامناسب است،اما در محاسبات نظری کاملاً مفید است.به طور خاص،واگرایی‌ها به عنوان قطب‌های موجود در مجموعه،با واگرایی عمده در s = 4 نشان داده می‌شوند.این جمع ممکن است به صورت تحلیلی در طول این قطب ادامه یابد،تا یک قسمت محدود در s = 0 بدست آید.
هر پیکربندی حفره لزوماً به یک قسمت محدود (فقدان قطب در s = 0) یا قطعات نامتناهی مستقل از شکل منجر می‌شود.در این حالت،باید درک کرد که فیزیک اضافی نیز باید در نظر گرفته شود.به طور خاص،در فرکانس‌های بسیار بزرگ (بالاتر از فرکانس پلاسما)،فلزات نسبت به فوتون‌ها شفاف می‌شوند (مانند اشعه X)،و دی‌الکتریک‌ها قطع وابسته به فرکانس را نیز نشان می‌دهند.این وابستگی فرکانس به عنوان یک تنظیم‌کننده طبیعی عمل می‌کند.انواع مختلفی از اثرات عمده در فیزیک حالت جامد وجود دارد،از نظر ریاضی بسیار شبیه به اثر کازیمیر،که در آن فرکانس برش وارد می‌شود.

## کلیات
اثر کازیمیر را می‌توان با استفاده از مکانیسم‌های ریاضی انتگرال‌های عملکردی نظریه میدان کوانتومی نیز محاسبه کرد،گرچه چنین محاسباتی بطور قابل توجهی انتزاعی‌تر است و بنابراین درک آن دشوار است.علاوه بر این،آن‌ها را می‌توان فقط برای ساده‌ترین هندسه‌ها انجام داد.با این حال،فرمالیسم نظریه میدان کوانتومی روشن می‌کند که جمع ارزش انتظار خلاء به معنای مشخص جمع‌آوری شده به اصطلاح "ذرات مجازی" است.
جالب تر این است که درک اینکه جمع انرژی امواج ایستاده را باید بطور رسمی به عنوان جمع درباره مقادیر ویژه‌ای از یک همیلتونی درک کرد.این اجازه می‌دهد تا اثرات اتمی و مولکولی،مانند نیروی واندروالس،به عنوان تغییر در موضوع اثر کازیمیر درک شد.بنابراین،هامیلتونیای یک سیستم را تابعی از ترتیب اشیاء مانند اتم‌ها در فضای پیکربندی می‌داند.تغییر در انرژی نقطه صفر به عنوان تابعی از تغییرات پیکربندی را می‌توان درک کرد که منجر به اعمال نیروهای بین اشیاء می‌شود.
در مدل کیسه‌ای هسته،انرژی کازیمیر نقش مهمی در نشان دادن جرم هسته مستقل از شعاع کیسه‌ای ایفا می‌کند.علاوه بر این،عدم تقارن طیفی به عنوان یک مقدار خلاء انتظار غیر صفر از تعداد باریون تفسیر می‌شود و شماره سیم پیچ توپولوژیکی میدان پیون اطراف هسته را لغو می‌کند.
یک اثر "شبه کازیمیر" را می‌توان در سیستم‌های کریستال مایع یافت،جایی که شرایط مرزی که از طریق لنگر زدن توسط دیوارهای سفت و سخت تحمیل می‌شود بنابراین نیرویی با برد طولانی ایجاد می‌کند،مشابه نیرویی که بین صفحات انتقال ایجاد می‌شود.

## اثر کازیمیر پویا
اثر پویایی کازیمیر تولید ذرات و انرژی حاصل از یک آینه متحرک شتاب است.این واکنش توسط برخی از راه‌حل‌های عددی خاص برای معادلات مکانیک کوانتومی در دهه 1970 پیش‌بینی شده‌است.در ماه مه 2011 توسط محققان دانشگاه صنعتی چالمرز،در گوتنبرگ،سوئد،اطلاعیه‌ای از کشف اثر کازیمیر پویا اعلام شد.در آزمایش آن‌ها،فوتون‌های مایکروویو در یک تشدیدکننده مایکروویو ابررسانا از خلاء تولید می‌شوند.این محققان از SQUID برای تغییر طول موثر تشدیدکننده در زمان استفاده کردند و از یک آینه در حال حرکت با سرعت نسبی مورد نیاز استفاده کردند.اگر تأیید شود،این اولین آزمایشی از اثر پویایی کازیمیر خواهد بود. در مارس 2013 مقالاتی در ژورنال علمی PNAS منتشر شد که در آن یک آزمایش که اثر پویایی کازیمیر را در یک متام ماده جوزفسون نشان می‌داد،توضیح داده شد.

### قیاس
از تجزیه و تحلیل مشابهی می‌توان برای توضیح تشعشعات هاوکینگ استفاده کرد که باعث کندی "تبخیر" سیاه‌چاله‌ها می‌شود (اگرچه این به طور کلی به عنوان فرار یک ذره از یک جفت ذره-ذره مجازی قابل مشاهده است،ذره دیگر توسط سیاه چاله اسیر شده‌است.
در چارچوب نظریه میدان کوانتومی ساخته شده در زمان خمیده،از اثر پویایی کازیمیر برای درک بهتر تابش شتاب مانند اثر Unruh استفاده شده‌است.

## نیروهای دافعه
موارد اندکی وجود دارد که اثر کازیمیر می‌تواند نیروهای دافع‌کننده بین اشیاء غیرقابل شارژ ایجاد کند.لیفشیتز (از نظر تئوری) نشان داد که در برخی شرایط (که معمولاً مایعات را شامل می‌شود)،نیروهای دافعه به وجود می‌آیند.این علاقه در برنامه‌های کاربردی از اثر کازیمیر به سمت توسعه دستگاه‌های اجاره‌ای جلب توجه کرده‌است.یک نمایش تجربی از دافعه مستقر در کازیمیر پیش‌بینی شده توسط لیفشیتز توسط موندای و همکاران انجام شد.که آن را "جابه‌جایی کوانتومی" توصیف کرده‌است.دانشمندان دیگر همچنین استفاده از رسانه‌های سودآور را برای دستیابی به یک تأثیر بارگذاری مشابه پیشنهاد داده‌اند،اگرچه این بحث‌برانگیز است زیرا به نظر می‌رسد این مواد محدودیت‌های علیت اساسی و الزام تعادل ترمودینامیکی را نقض می‌کنند (روابط کرامرز - کرونیگ).دافع کازیمیر و کازیمیر-پولدر در حقیقت برای اجسام الکتریکی کاملاً ناهمسانگرد می‌توانند رخ دهند.

## برنامه‌های کاربردی
پیشنهاد شده‌است که نیروهای کازیمر در نانوتکنولوژی ،به ویژه سیستم‌های یکپارچه سیلیکون مدار مبتنی بر سیستم‌های میکرو و نانوالکترومکانیکی و به اصطلاح نوسان‌کننده‌های کازیمیر استفاده می‌کنند.
اثر کازیمیر نشان می‌دهد که تئوری میدان کوانتومی اجازه می‌دهد تا چگالی انرژی در مناطق خاصی از فضا نسبت به انرژی خلاء معمولی منفی باشد و به لحاظ نظری نشان داده شده است که تئوری میدان کوانتومی به حالت‌هایی اجازه می‌دهد که انرژی در یک نقطه معین بتواند خودسرانه منفی باشد.بنابراین بسیاری از فیزیکدانان مانند استفان هاوکینگ،کیپ تورن،و دیگران استدلال می‌کنند که چنین تأثیراتی ممکن است باعث ثبات کرم چاله قابل عبور شود.
در 4 ژوئن 2013 گزارش شده‌است که یک کنگلومرا از دانشمندان دانشگاه علم و فناوری هنگ کنگ،دانشگاه فلوریدا،دانشگاه هاروارد،انستیتوی فناوری ماساچوست و آزمایشگاه ملی اوک ریج برای اولین بار یکپارچه جمع و جور را نشان داده‌اند که می‌توانست نیروی کازیمر را برای یک تراشه سیلیکونی اندازه گیری کند.